# Santa, Gümüşhane
Santa / Σάντα (Turks:Dumanlı) is een reeks van zeven nederzettingen op de grens van de provincies Trabzon en Gümüşhane in het Noordoosten van Turkije. De dorpjes liggen op zo'n 1700 meter hoog in de Santa-vallei (Yanbolu vadisi in het Turks), zo'n 10 tot 15 kilometer ten zuidoosten van het Sümelaklooster in Maçka. De dorpjes liggen dichter bij de stad Trabzon en de kust van de Zwarte Zee (45km), dan bij de provinciehoofdstad Gümüşhane (88km).
De zeven nederzettingen, en hun belangrijkste historische gebouwen, zijn als volgt:
- Piştofandon (Piştoflu):400 huizen, 3 kerken (St. Kyriake, St. Panteleimon, St. Christophoros, een basisschool en een fontein van Christoforos.
- Zurnaciandon (Zurnacılı): 120 huizen, 3 kerken (St. Georgios, St. Constantine, St. Kyriake) en een basisschool.
- Çakalandon (Çakallı): 53 huizen, 2 kerken (Zoodohu Pigis en St. Georgios) en een basisschool.
- Ishanandon (İşhanlı): 150 huizen, 2 kerken (St. Kyriake en St. Georgios) en twee basisscholen.
- Cozlorandon (Cinganlı): 60 huizen, 2 kerken (St. Apostles Petros en  St. Pavlos) en een basisschool.
- Pinetandon (Binatlı): 30 huizen, 2 kerken (Profeet Elias and St. Georgios) en aan basisschool.
- Terziandon (Terzili): 200 huizen, 2 kerken (St. Theodoros en Metamorfosis)

## Geschiedenis
Het is onduidelijk wanneer de nederzettingen zijn ontstaan, maar de bewoning was het intensiefst in de 17e tot de 19e eeuw. Volgens enkele historici is Santa echter al bewoond sinds de oudheid; zo noemt Strabo een uiterst rebelse gemeenschap van zeven dorpjes in de bergen ten zuiden van Trabzon. Het gebied diende als toevluchtsoord voor Griekse Christenen die in lagergelegen valleien woonden. De meest gebruikte route richting Trabzon liep via het Sumelaklooster door de Zagnos-vallei. In de winter was deze weg echter onbegaanbaar en moest een alternatieve route worden genomen die 2 dagen duurde en langs Turkse Chepni dorpjes leidde. Deze route was onwenselijk omdat de Griekse en Turkse dorpjes soms geschillen hadden over markering van grond, zaken die zij regelmatig voor de Ottomaanse rechtbanken brachten, maar die ook tot geweldsincidenten leidden. Op maar 5 uur loopafstand (in deze bergdistricten was geen wagenvervoer mogelijk) van de Santa dorpjes lagen meerdere Turkse dorpjes.
Ongeveer de helft van de bevolking was in de 19e eeuw Christen, de andere helft was recent overgegaan op de Islam, echter behielden zij onderdelen van hun geloof, waardoor de bewoners van dit gebied in de 20e eeuw tegen hun eigen wens in vaak Crypto-Christenen worden genoemd. De Orthodoxe Grieken in de Santa gemeenschap mobiliseerde in 1916 een verzet tegen het Turkse leger. Santa was daarmee de tweede Griekse gemeenschap in Noord-Turkije (na Bafra) die midden in de oorlog de kant koos van het oprukkende Russische leger in hoop op een onafhankelijke Pontisch-Griekse staat. Met steun van het Russische leger belegerden zij enkele Turkse dorpjes in de regio. Met de terugtrekking van de Russen in 1918 vormde het Santa verzetsleger een linie rond Santa en weigerde het verlies van Rusland en Griekenland te erkennen. In 1924 werden de Orthodoxe bewoners van de dorpjes uitgewisseld tegen moslims uit Griekenland. De voormalige bewoners van Santa stichtten in de bergen van Macedonië in Noord-Griekenland een nieuwe stad: Nea Santa. Dit was tegen de wens in van Griekse overheid, die een controleerbare lagere locatie voor hen had voorzien.